# Теорема о частном
Теорема о частном — утверждение о том, что если результат умножения вектора на величину с произвольным числом верхних и нижних индексов является тензором для любого вектора, то величина с верхними и нижними индексами является тензором.

## Формулировка
Пусть величина {\displaystyle P_{\lambda \mu \nu }} такова, что для любого вектора {\displaystyle A^{\nu }} величина {\displaystyle A^{\lambda }P_{\lambda \mu \nu }} является тензором. В этом случае величина {\displaystyle P_{\lambda \mu \nu }} является тензором.

## Доказательство
Рассмотрим преобразование от старой криволинейной системы координат, где вектор имеет координаты {\displaystyle x^{\mu }} к новой системе координат, где этот же вектор имеет координаты {\displaystyle x^{\mu '}}. Условимся обозначать {\displaystyle {\frac {\partial x^{\mu '}}{\partial x^{\nu }}}=x_{,\nu }^{\mu '}}. Обозначим величину {\displaystyle Q_{\mu \nu }=A^{\lambda }P_{\lambda \mu \nu }}.
По условию, {\displaystyle Q_{\mu \nu }} есть тензор, поэтому {\displaystyle Q_{\beta \gamma }=Q_{\mu '\nu '}x_{,\beta }^{\mu '}x_{,\gamma }^{\nu '}}. Тогда {\displaystyle A^{\alpha }P_{\alpha \beta \gamma }=A^{\lambda '}P_{\lambda '\mu '\gamma '}x_{,\beta }^{\mu '}x_{,\gamma }^{\nu '}}. Так как {\displaystyle A^{\lambda }} является вектором, по правилам преобразования векторов имеем: {\displaystyle A^{\lambda '}=A^{\alpha }x_{,\alpha }^{\lambda '}}. Таким образом: {\displaystyle A^{\alpha }P_{\alpha \beta \gamma }=A^{\alpha }x_{,\alpha }^{\lambda '}P_{\lambda '\mu '\nu '}x_{,\beta }^{\mu '}x_{,\gamma }^{\nu '}} Это равенство должно быть верным для всех {\displaystyle A^{\alpha }}, следовательно {\displaystyle P_{\alpha \beta \gamma }=P_{\lambda '\mu '\nu '}x_{,\alpha }^{\lambda '}x_{,\beta }^{\mu '}x_{,\gamma }^{\nu '}}. Величина {\displaystyle P_{\alpha \beta \gamma }} является тензором. Доказательство нетрудно обобщить на любое число верхних и нижних индексов.